# What the minstrel told us
What the minstel told us is een compositie van Arnold Bax.
Bax schreef het werkje in Ierland waar hij toen voor het eerst in vijf jaar verbleef. What the minstrel told us greep terug op de Paasopstand in Ierland, 1916, waarbij Bax een aantal vrienden verloor. De compositie bestaat uit een stormachtig passage in "allegro feroce (vurig)", dat in geklemd zit tussen een Keltische introductie, dat impressionistisch en dromerig aandoet en eenzelfde slot. Bax schreef het voor zijn muze pianiste Harriet Cohen. Zij gaf dan ook de première op 15 juni 1920 tijdens haar eerste concert in Wigmore Hall. Het kreeg als subtitel A ballad mee, waarschijnlijk ironisch bedoeld.
Van dit werk zijn in 2017 vier opnamen beschikbaar:
- Iris Loveridge op Lyrita, een opname uit de periode 1959-1963
- Eric Parkin op Chandos, opname uit 1996
- Ahsley Wass op Naxos, opname uit 2205
- Denis Pascal op Danacord, opname uit 2009